# Sparedrus lencinae
Sparedrus lencinae là một loài bọ cánh cứng trong họ Oedemeridae. Loài này được Vazquez miêu tả khoa học năm 1988.